# Lista de fronteiras terrestres internacionais

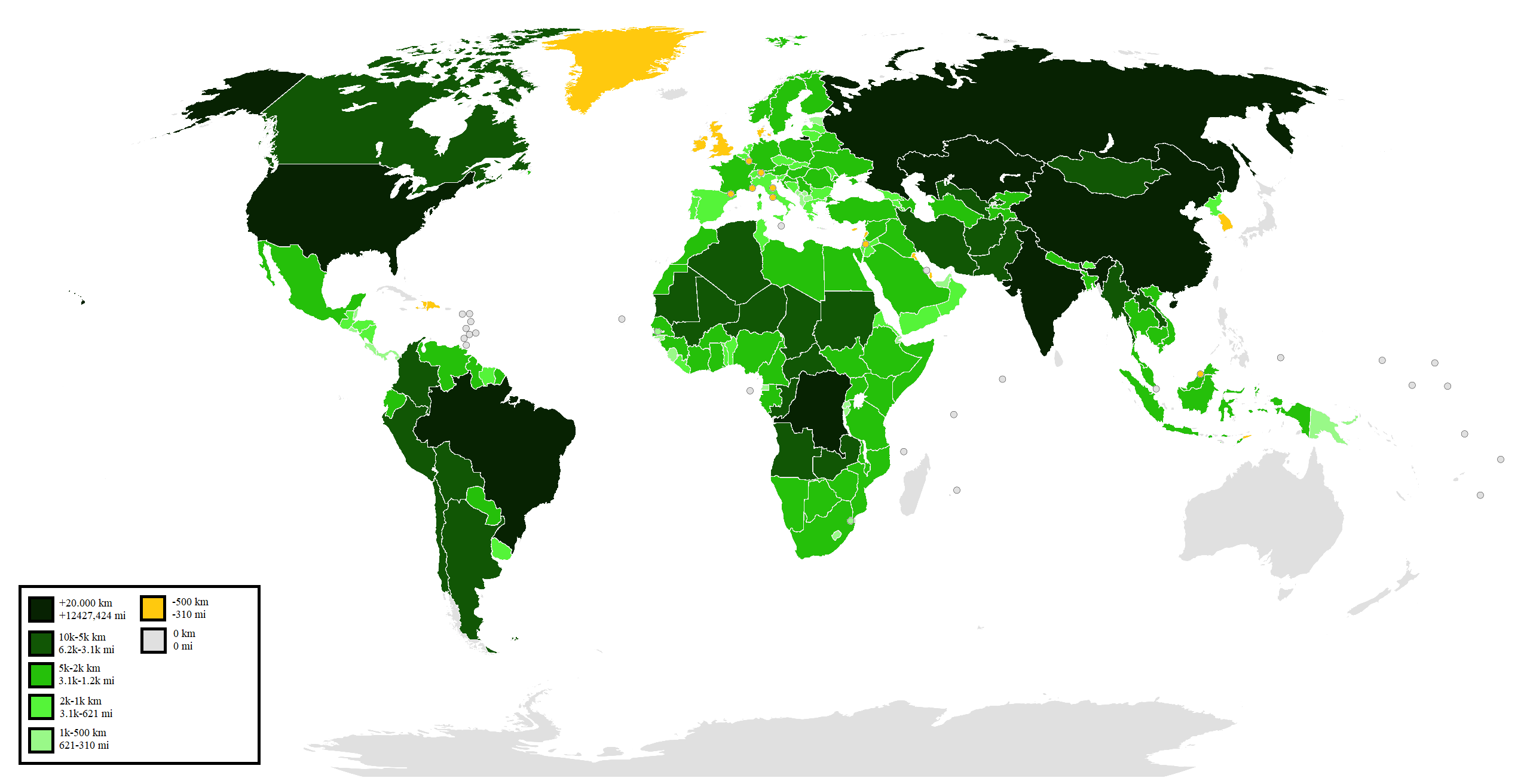
Países por fronteira terrestre. Legenda na imagem

Listagem das fronteiras terrestres entre países, territórios, possessões etc., em ordem alfabética:
Ver também a lista por ordem de comprimento.

## Fronteiras
Lista (fonte *CIA World Factbook)
Nota: Em itálico estão regiões e áreas que não são Estados Soberanos.
| País / território                                            | Total de fronteiras (km) | Vizinhos e fronteiras (km) | Número de nações vizinhas |
| ------------------------------------------------------------ | ------------------------ | --- | ------------------------- |
| Abecásia                                                     | ?                        | Rússia ? km Geórgia ? km | 2                         |
| Acrotíri e Decelia, Bases Britânicas Soberanas (Reino Unido) | 49                       | Chipre: 103 km República Turca de Chipre do Norte: ? km | 2                         |
| Afeganistão                                                  | 5529                     | China: 76 km Irã: 936 km Paquistão: 2430 km Tajiquistão: 1206 km Turcomenistão: 744 km Uzbequistão: 137 km | 6                         |
| África do Sul                                                | 4862                     | Botswana: 1840 km Lesoto: 909 km Moçambique: 491 km Namíbia: 967 km Essuatíni: 430 km Zimbábue: 225 km | 6                         |
| Albânia                                                      | 720                      | Grécia: 282 km Macedônia do Norte: 151 km Montenegro: 172 km Kosovo: 112 km | 4                         |
| Alemanha                                                     | 3621                     | Áustria: 784 km Bélgica: 167 km Tchéquia: 646 km Dinamarca: 125 km França: 451 km Luxemburgo: 138 km Países Baixos: 577 km Polônia: 456 km Suíça: 334 km | 9                         |
| Andorra                                                      | 120,3                    | França: 56,6 km Espanha: 63,7 km | 2                         |
| Angola                                                       | 5198                     | República Democrática do Congo: 2511 km (dos quais: 225 km são fronteira não contíguas com Cabinda) República do Congo: 201 km Namíbia: 1376 km Zâmbia: 1110 km | 4                         |
| Anguila (Reino Unido)                                        | 0                        | N/A | 0                         |
| Antígua e Barbuda                                            | 0                        | N/A | 0                         |
| Arábia Saudita                                               | 4431                     | Iraque: 814 km Jordânia: 744 km Kuwait: 222 km Omã: 676 km Catar: 60 km Emirados Árabes Unidos: 457 km Iémen: 1458 km | 7                         |
| Argélia                                                      | 6343                     | Líbia: 982 km Mali: 1376 km Mauritânia: 463 km Marrocos: 1559 km Níger: 956 km Tunísia: 965 km Saara Ocidental: 42 km | 7                         |
| Argentina                                                    | 9665                     | Bolívia: 832 km Brasil: 1224 km Chile: 5308 km Paraguai: 1880 km Uruguai: 579 km | 5                         |
| Arménia                                                      | 1254                     | Azerbaijão-proper: 566 km Azerbaijão - exclave de Naquichevão: 221 km Geórgia: 164 km Irã: 35 km Turquia: 268 km | 4                         |
| Aruba (possessão dos Países Baixos)                          | 0                        | N/A | 0                         |
| Ashmore e Cartier, Ilhas (Austrália)                         | 0                        | N/A | 0                         |
| Austrália                                                    | 0                        | N/A | 0                         |
| Áustria                                                      | 2562                     | Tchéquia: 362 km Alemanha: 784 km Hungria: 366 km Itália: 430 km Liechtenstein: 35 km Eslováquia: 91 km Eslovênia: 330 km Suíça: 164 km | 8                         |
| Azerbaijão                                                   | 2013                     | Armênia (com Azerbaijão - principal): 566 km Armênia (com Azerbaijão - exclave de Naquichevão): 221 km Geórgia: 322 km Irã (com próprio Azerbaijão):Artsaque: 432 km Irã (com exclave de Naquichevão): 179 km Rússia: 284 km Turquia: 9 km | 5                         |
| Bahamas                                                      | 0                        | N/A | 0                         |
| Bahrein                                                      | 0                        | N/A | 0                         |
| Baker, Ilha (EUA)                                            | 0                        | N/A | 0                         |
| Bangladexe                                                   | 4246                     | Índia: 4053 km Mianmar: 193 km | 2                         |
| Barbados                                                     | 0                        | N/A | 0                         |
| Bélgica                                                      | 1385                     | França: 620 km Alemanha: 167 km Luxemburgo: 148 km Países Baixos: 450 km | 4                         |
| Belize                                                       | 516                      | Guatemala: 266 km México: 250 km | 2                         |
| Benim                                                        | 1989                     | Burquina Fasso: 306 km Níger: 266 km Nigéria: 773 km Togo: 644 km | 4                         |
| Bermuda (Reino Unido)                                        | 0                        | N/A | 0                         |
| Bielorrússia                                                 | 2900                     | Letônia: 141 km Lituânia: 502 km Polônia: 407 km Rússia: 959 km Ucrânia: 891 km | 5                         |
| Bolívia                                                      | 6743                     | Argentina: 832 km Brasil: 3400 km Chile: 861 km Paraguai: 750 km Peru: 900 km | 5                         |
| Bósnia e Herzegovina                                         | 1459                     | Croácia: 932 km Montenegro: 225 km Sérvia: 302 km | 3                         |
| Botswana                                                     | 4015                     | Namíbia: 1360 km África do Sul: 1840 km Zâmbia: 2 km Zimbábue: 813 km | 4                         |
| Bouvet, Ilha (Noruega)                                       | 0                        | N/A | 0                         |
| Brasil                                                       | 14691                    | Argentina: 1224 km Bolívia: 3400 km Colômbia: 1643 km França (Guiana Francesa): 673 km Guiana: 1119 km Paraguai: 1290 km Peru: 1560 km Suriname: 597 km Uruguai: 985 km Venezuela: 2200 km | 10                        |
| Brunei                                                       | 381                      | Malásia: 381 km | 1                         |
| Bulgária                                                     | 1808                     | Grécia: 494 km Macedônia do Norte: 148 km Romênia: 608 km Sérvia: 318 km Turquia: 240 km | 5                         |
| Burquina Fasso                                               | 3193                     | Benim: 306 km Costa do Marfim: 584 km Gana: 549 km Mali: 1000 km Níger: 628 km Togo: 126 km | 6                         |
| Burundi                                                      | 974                      | República Democrática do Congo: 233 km Ruanda: 290 km Tanzânia: 451 km | 3                         |
| Butão                                                        | 1075                     | China: 470 km Índia: 605 km | 2                         |
| Cabo Verde                                                   | 0                        | N/A | 0                         |
| Camarões                                                     | 4591                     | República Centro-Africana: 797 km Chade: 1094 km República do Congo: 523 km Guiné Equatorial: 189 km Gabão: 298 km Nigéria: 1690 km | 5                         |
| Camboja                                                      | 2572                     | Laos: 541 km Tailândia: 803 km Vietnã: 1228 km | 3                         |
| Canadá                                                       | 8893                     | Estados Unidos: 8893 km (inclui 2477 km com o Alasca) | 1                         |
| Catar                                                        | 60                       | Arábia Saudita: 60 km | 1                         |
| Caimã, Ilhas (Reino Unido)                                   | 0                        | N/A | 0                         |
| Cazaquistão                                                  | 12012                    | China: 1533 km Quirguistão: 1051 km Rússia: 6846 km Turcomenistão: 379 km Uzbequistão: 2203 km | 5                         |
| Centro-Africana, República                                   | 5203                     | Camarões: 797 km Chade: 1197 km República Democrática do Congo: 1577 km República do Congo: 467 km Sudão: 483 km Sudão do Sul: 682 km | 5                         |
| Chade                                                        | 5968                     | Camarões: 1094 km República Centro-Africana: 1197 km Líbia: 1055 km Níger: 1175 km Nigéria: 87 km Sudão: 1360 km | 6                         |
| Chéquia                                                      | 1881                     | Alemanha: 646 km Áustria: 362 km Eslováquia: 215 km Polônia: 658 km | 4                         |
| Chile                                                        | 6171                     | Argentina: 5150 km Bolívia: 861 km Peru: 160 km | 3                         |
| China (República Popular da China)                           | 22117 (22147)            | Afeganistão: 76 km Butão: 470 km Mianmar: 2185 km Índia: 3380 km Cazaquistão: 1533 km Coreia do Norte: 1416 km Quirguistão: 858 km Laos: 423 km Mongólia: 4677 km Nepal: 1236 km Paquistão: 523 km Rússia (noroeste): 3605 km Rússia (nordeste): 40 km Tadjiquistão: 414 km Vietnã: 1281 km (as fronteiras internas entre a República Popular da China "metrópole" e as duas regiões especiais Hong Kong e Macau: 0,34 km são muitas vezes consideradas conforme a política dita de "UM país DOIS sistemas" e pelas legislações básicas dessas regiões administrativas especiais) | 14 (16)                   |
| Chipre                                                       | 152                      | Acrotíri e Decelia (Bases Britânicas Soberanas): 152 km | 1                         |
| Cisjordânia                                                  | 404                      | Israel: 307 km Jordânia: 97 km | 2                         |
| Clipperton, Ilha de (França)                                 | 0                        | N/A | 0                         |
| Cocos (Keeling), Ilhhas (Austrália)                          | 0                        | N/A | 0                         |
| Colômbia                                                     | 6004                     | Brasil: 1643 km Equador: 590 km Panamá: 225 km Peru: 1496 km Venezuela: 2050 km (est.) | 5                         |
| Comores                                                      | 0                        | N/A | 0                         |
| Congo, República do                                          | 5504                     | Angola: 201 km Camarões: 523 km República Centro-Africana: 467 km República Democrática do Congo: 2410 km Gabão: 1903 km | 5                         |
| Congo, República Democrática do                              | 10730                    | Angola: 2511 km (dos quais 225 km com Cabinda Burundi: 233 km República Centro-Africana: 1577 km República do Congo: 2410 km Ruanda: 217 km Sudão do Sul: 628 km Tanzânia: 459 km Uganda: 765 km Zâmbia: 1930 km | 9                         |
| Cook, Ilhas (Nova Zelândia)                                  | 0                        | N/A | 0                         |
| Coreia do Norte                                              | 1673                     | China: 1416 km Coreia do Sul: 238 km Rússia: 19 km | 3                         |
| Coreia do Sul                                                | 238                      | Coreia do Norte: 238 km | 1                         |
| Costa do Marfim                                              | 3110                     | Burquina Fasso: 584 km Gana: 668 km Guiné: 610 km Libéria: 716 km Mali: 532 km | 5                         |
| Costa Rica                                                   | 639                      | Nicarágua: 309 km Panamá: 330 km | 2                         |
| Croácia                                                      | 2197                     | Bósnia e Herzegovina: 932 km Hungria: 329 km Montenegro: 25 km Sérvia: 241 km Eslovênia: 670 km | 5                         |
| Cuba                                                         | 29                       | Base Naval Americana da Baía de Guantanamo: 29 km | 0 (1)                     |
| Dinamarca                                                    | 125                      | Alemanha: 125 km | 1                         |
| Djibuti                                                      | 516                      | Eritreia: 109 km Etiópia: 349 km Somália: 58 km | 3                         |
| Dominica                                                     | 0                        | N/A | 0                         |
| Dominicana, República                                        | 360                      | Haiti: 360 km | 1                         |
| Egito                                                        | 2665                     | Faixa de Gaza: 11 km Israel: 266 km Líbia: 1115 km Sudão: 1273 km | 4                         |
| El Salvador                                                  | 545                      | Guatemala: 203 km Honduras: 342 km | 2                         |
| Emirados Árabes Unidos                                       | 867                      | Arábia Saudita: 457 km Omã: 410 km | 2                         |
| Equador                                                      | 2010                     | Colômbia: 590 km Peru: 1420 km | 2                         |
| Eritreia                                                     | 1626                     | Djibuti: 109 km Etiópia: 912 km Sudão: 605 km | 3                         |
| Eslováquia                                                   | 1524                     | Áustria: 91 km Tchéquia: 215 km Hungria: 677 km Polônia: 444 km Ucrânia: 97 km | 5                         |
| Eslovênia                                                    | 1334                     | Áustria: 330 km Croácia: 670 km Itália: 232 km Hungria: 102 km | 4                         |
| Espanha                                                      | 1917,80                  | Andorra: 63,7 km França: 623 km Gibraltar: 1,2 km Portugal: 1214 km Marrocos (Ceuta): 6,3 km Marrocos (Melilha): 9,6 km Marrocos (Peñón de Vélez de la Gomera): 85 m | 5                         |
| Estados Unidos                                               | 12034                    | Canadá: 8893 km (incluindo 2477 km com Alasca) México: 3141 km | 2                         |
| Estónia                                                      | 633                      | Letônia: 339 km Rússia: 294 km | 2                         |
| Etiópia                                                      | 5328                     | Djibuti: 349 km Eritreia: 912 km Quênia: 861 km Somália: 1600 km Sudão: 723 km Sudão do Sul: 883 km | 5                         |
| Falkland, Ilhas (Reino Unido)                                | 0                        | N/A | 0                         |
| Féroe, Ilhas (Dinamarca)                                     | 0                        | N/A | 0                         |
| Fiji                                                         | 0                        | N/A | 0                         |
| Filipinas                                                    | 0                        | N/A | 0                         |
| Finlândia                                                    | 2690                     | Noruega: 736 km Suécia: 614 km Rússia: 1340 km | 3                         |
| França                                                       | 2889                     | Andorra: 56,6 km Bélgica: 620 km Alemanha: 451 km Itália: 488 km Luxemburgo: 73 km Mônaco: 4,4 km Espanha: 623 km Suíça: 573 km (ver Guiana Francesa) | 8 (10)                    |
| Gabão                                                        | 2551                     | Camarões: 298 km República do Congo: 1903 km Guiné Equatorial: 350 km | 3                         |
| Gâmbia                                                       | 740                      | Senegal: 740 km | 1                         |
| Gana                                                         | 2094                     | Burquina Fasso: 549 km Costa do Marfim: 668 km Togo: 877 km | 3                         |
| Geórgia                                                      | 1461                     | Armênia: 164 km Azerbaijão: 322 km Rússia: 723 km Turquia: 252 km Abecásia:? Ossétia do Sul:? | 6                         |
| Geórgia do Sul e Sanduíche do Sul, Ilhas (Reino Unido)       | 0                        | N/A | 0                         |
| Gaza, Faixa de                                               | 62                       | Egito: 11 km Israel: 51 km | 2                         |
| Gibraltar (Reino Unido)                                      | 1,2                      | Espanha: 1,2 km | 1                         |
| Grécia                                                       | 1228                     | Albânia: 282 km Bulgária: 494 km Turquia: 206 km Macedônia do Norte: 246 km | 4                         |
| Groenlândia (Dinamarca)                                      | 0                        | N/A | 0                         |
| Granada                                                      | 0                        | N/A | 0                         |
| Guadalupe (França)                                           | 0                        | N/A | 0                         |
| Guam (EUA)                                                   | 0                        | N/A | 0                         |
| Guatemala                                                    | 1687                     | Belize: 266 km El Salvador: 203 km Honduras: 256 km México: 962 km | 4                         |
| Guernsey (Reino Unido)                                       | 0                        | N/A | 0                         |
| Guiana                                                       | 2462                     | Brasil: 1119 km Suriname: 600 km Venezuela: 743 km | 3                         |
| Guiana Francesa (França)                                     | 1183                     | Brasil: 673 km Suriname: 510 km | 2                         |
| Guiné                                                        | 3399                     | Costa do Marfim: 610 km Guiné-Bissau: 386 km Libéria: 563 km Mali: 858 km Senegal: 330 km Serra Leoa: 652 km | 6                         |
| Guiné-Bissau                                                 | 724                      | Guiné: 386 km Senegal: 338 km | 2                         |
| Guiné Equatorial                                             | 539                      | Camarões: 189 km Gabão: 350 km | 2                         |
| Haiti                                                        | 360                      | República Dominicana: 360 km | 1                         |
| Heard e Ilhas McDonald, Ilha (Austrália)                     | 0                        | N/A | 0                         |
| Honduras                                                     | 1520                     | Guatemala: 256 km El Salvador: 342 km Nicarágua: 922 km | 3                         |
| Hong Kong (China)                                            | 30                       | República Popular da China: 30 km (Hong Kong é uma Região Administrativa Especial da República Popular da China (As fronteiras internas entre a República Popular da China "metrópole" e as regiões especiais Hong Kong e Macau: 0,34 km) são muitas vezes consideradas conforme a política dita de "UM país DOIS sistemas" e pelas legislações básicas dessas regiões administrativas especiais) | 1                         |
| Howland, Ilha (EUA)                                          | 0                        | N/A | 0                         |
| Hungria                                                      | 2171                     | Áustria: 366 km Croácia: 329 km Romênia: 443 km Sérvia: 151 km Eslováquia: 677 km Eslovênia: 102 km Ucrânia: 103 km | 7                         |
| Iémen/Iêmen                                                  | 1746                     | Arábia Saudita: 1458 km Omã: 288 km | 2                         |
| Ilhas Salomão                                                | 0                        | N/A | 0                         |
| Índia                                                        | 14103                    | Bangladexe: 4053 km Butão: 605 km China: 3380 km Mianmar: 1463 km Nepal: 1690 km Paquistão : 2912 km | 6                         |
| Indonésia                                                    | 2830                     | Timor-Leste: 228 km Malásia: 1782 km Papua-Nova Guiné: 820 km | 3                         |
| Irã                                                          | 5440                     | Afeganistão: 936 km Armênia: 35 km Azerbaijão - principal: 432 km Azerbaijão - exclave de Naquichevão: 179 km Iraque: 1458 km Paquistão: 909 km Turquia: 499 km Turcomenistão: 992 km | 7                         |
| Iraque                                                       | 3650                     | Arábia Saudita: 814 km Irã: 1458 km Jordânia: 181 km Kuwait: 240 km Síria: 605 km Turquia: 352 km | 6                         |
| Irlanda                                                      | 360                      | Reino Unido: 360 km | 1                         |
| Islândia                                                     | 0                        | N/A | 0                         |
| Israel                                                       | 1017                     | Egito: 266 km Faixa de Gaza: 51 km Jordânia: 238 km Líbano: 79 km Síria: 76 km Cisjordânia: 307 km | 6                         |
| Itália                                                       | 1932,20                  | Áustria: 430 km Eslovênia: 232 km França: 488 km São Marino: 39 km Suíça: 740 km Vaticano: 3,2 km | 6                         |
| Jamaica                                                      | 0                        | N/A | 0                         |
| Jan Mayen (Noruega)                                          | 0                        | N/A | 0                         |
| Japão                                                        | 0                        | N/A | 0                         |
| Jarvis, Ilha (EUA)                                           | 0                        | N/A | 0                         |
| Jersey (Reino Unido)                                         | 0                        | N/A | 0                         |
| Johnston, Atol (EUA)                                         | 0                        | N/A | 0                         |
| Jordânia                                                     | 1635                     | Arábia Saudita: 744 km Iraque: 181 km Israel: 238 km Síria: 375 km Cisjordânia: 97 km | 5                         |
| Kingman, Recife (EUA)                                        | 0                        | N/A | 0                         |
| Kiribati                                                     | 0                        | N/A | 0                         |
| Cossovo                                                      | 701                      | Albânia: 112 km Macedônia do Norte: 159 km Montenegro: 79 km Sérvia: 352 km | 4                         |
| Kuwait                                                       | 462                      | Arábia Saudita: 222 km Iraque: 240 km | 2                         |
| Laos                                                         | 5083                     | Camboja: 541 km China: 423 km Mianmar: 235 km Tailândia: 1754 km Vietnã: 2130 km | 5                         |
| Lesoto                                                       | 909                      | África do Sul: 909 km (enclave "puro", sem mar) | 1                         |
| Letônia                                                      | 1150                     | Bielorrússia: 141 km Estônia: 339 km Lituânia: 453 km Rússia: 217 km | 4                         |
| Líbano                                                       | 454                      | Israel: 79 km Síria: 375 km | 2                         |
| Libéria                                                      | 1585                     | Guiné: 563 km Costa do Marfim: 716 km Serra Leoa: 306 km | 3                         |
| Líbia                                                        | 4348                     | Argélia: 982 km Chade: 1055 km Egito: 1115 km Níger: 354 km Sudão: 383 km Tunísia: 459 km | 6                         |
| Liechtenstein                                                | 76                       | Áustria: 34,9 km Suíça: 41,1 km | 2                         |
| Lituânia                                                     | 1273                     | Bielorrússia: 502 km Letônia: 453 km Polônia: 91 km Rússia (Oblast de Caliningrado): 227 km | 4                         |
| Luxemburgo                                                   | 359                      | Bélgica: 148 km França: 73 km Alemanha: 138 km | 3                         |
| Macau (China)                                                | 0,34                     | China: 0,34 km (Macau é uma Região Administrativa Especial da China: as fronteiras internas com as regiões especiais Hong Kong e Macau, com 0,34 km, são muitas vezes consideradas conforme a política dita de "UM país DOIS sistemas" e pelas legislações básicas dessas regiões administrativas especiais) | 1 1                       |
| Macedônia do Norte                                           | 766                      | Albânia: 151 km Bulgária: 148 km Grécia: 246 km Cossovo: 159 km Sérvia: 62 km | 5                         |
| Madagáscar                                                   | 0                        | N/A | 0                         |
| Malásia                                                      | 3147,30                  | Brunei: 481,3 km Indonésia: 2019,5 km Tailândia: 646,5 km | 3                         |
| Maláui                                                       | 2881                     | Moçambique: 1569 km Tanzânia: 475 km Zâmbia: 837 km | 3                         |
| Maldivas                                                     | 0                        | N/A | 0                         |
| Mali                                                         | 7243                     | Argélia: 1376 km Burquina Fasso: 1000 km Guiné: 858 km Costa do Marfim: 532 km Mauritânia: 2237 km Níger: 821 km Senegal: 419 km | 7                         |
| Malta                                                        | 0                        | N/A | 0                         |
| Man, Ilha de (Reino Unido)                                   | 0                        | N/A | 0                         |
| Mar de Coral, Ilhas do (Austrália)                           | 0                        | N/A | 0                         |
| Marianas do Norte, Ilhas (EUA)                               | 0                        | N/A | 0                         |
| Marshall, Ilhas                                              | 0                        | N/A | 0                         |
| Micronésia, Estados Federados da                             | 0                        | N/A | 0                         |
| Midway, Ilhas (EUA)                                          | 0                        | N/A | 0                         |
| Marrocos                                                     | 2017,90                  | Argélia: 1559 km Saara Ocidental: 443 km Espanha (Ceuta): 6,3 km Espanha (Melilla): 9,6 km Espanha (Penedo de Vélez de la Gomera): 85 m | 3                         |
| Martinica (França)                                           | 0                        | N/A | 0                         |
| Maurícia                                                     | 0                        | N/A | 0                         |
| Mauritânia                                                   | 5074                     | Argélia: 463 km Mali: 2237 km Senegal: 813 km Saara Ocidental: 1561 km | 4                         |
| Maiote (França)                                              | 0                        | N/A | 0                         |
| México                                                       | 4353                     | Belize: 250 km Guatemala: 962 km Estados Unidos: 3141 km (Fronteira Estados Unidos–México) | 3                         |
| Mianmar (Birmânia)                                           | 5876                     | Bangladexe: 193 km China: 2185 km Índia: 1463 km Laos: 235 km Tailândia: 1800 km | 5                         |
| Moçambique                                                   | 4571                     | Maláui: 1569 km África do Sul: 491 km Essuatíni: 105 km Tanzânia: 756 km Zâmbia: 419 km Zimbábue: 1231 km | 6                         |
| Moldávia                                                     | 1389                     | Romênia: 450 km Ucrânia: 939 km | 2                         |
| Mónaco                                                       | 4,4                      | França: 4,4 km | 1                         |
| Mongólia                                                     | 8220                     | China: 4677 km Rússia: 3543 km | 2                         |
| Montenegro                                                   | 625                      | Albânia: 172 km Bósnia e Herzegovina: 225 km Croácia: 25 km Cossovo: 79 km Sérvia: 124 km | 4                         |
| Montserrat (Reino Unido)                                     | 0                        | N/A | 0                         |
| Namíbia                                                      | 3936                     | Angola: 1376 km Botswana: 1360 km África do Sul: 967 km Zâmbia: 233 km | 4                         |
| Nauru                                                        | 0                        | N/A | 0                         |
| Navassa, Ilha (EUA)                                          | 0                        | N/A | 0                         |
| Nepal                                                        | 2926                     | China: 1236 km Índia: 1690 km | 2                         |
| Nicarágua                                                    | 1231                     | Costa Rica: 309 km Honduras: 922 km | 2                         |
| Níger                                                        | 5697                     | Argélia: 956 km Benim: 266 km Burquina Fasso: 628 km Chade: 1175 km Líbia: 354 km Mali: 821 km Nigéria: 1497 km | 7                         |
| Nigéria                                                      | 4047                     | Benim: 773 km Camarões: 1690 km Chade: 87 km Níger: 1497 km | 4                         |
| Niue (Nova Zelândia)                                         | 0                        | N/A | 0                         |
| Norfolk, Ilha (Austrália)                                    | 0                        | N/A | 0                         |
| Noruega                                                      | 2551                     | Finlândia: 736 km Suécia: 1619 km Rússia: 196 km | 3                         |
| Nova Caledônia (França)                                      | 0                        | N/A | 0                         |
| Nova Zelândia                                                | 0                        | N/A | 0                         |
| Omã                                                          | 1374                     | Arábia Saudita: 676 km Emirados Árabes Unidos: 410 km Iémen: 288 km | 3                         |
| Ossétia do Sul                                               | ?                        | Rússia Geórgia | 2                         |
| Países Baixos                                                | 1027                     | Bélgica: 450 km Alemanha: 577 km (mais 10,2 km com a França entre São Martinho (Sint Maarten) e a Coletividade de São Martinho (Saint-Martin)) | 2 (3)                     |
| Palau                                                        | 0                        | N/A | 0                         |
| Palmyra, Atol (EUA)                                          | 0                        | N/A | 0                         |
| Panamá                                                       | 555                      | Colômbia: 225 km Costa Rica: 330 km | 2                         |
| Papua-Nova Guiné                                             | 820                      | Indonésia: 820 km | 1                         |
| Paquistão                                                    | 6774                     | Afeganistão: 2430 km China: 523 km Índia: 2912 km Irã: 909 km | 4                         |
| Paracel, Ilhas (território disputado)                        | 0                        | N/A | 0                         |
| Paraguai                                                     | 3920                     | Argentina: 1880 km Bolívia: 750 km Brasil: 1290 km | 3                         |
| Peru                                                         | 5536                     | Bolívia: 900 km Brasil: 1560 km Chile: 160 km Colômbia: 1496 km (est.) Equador: 1420 km | 5                         |
| Pitcairn, Ilhas (Reino Unido)                                | 0                        | N/A | 0                         |
| Polónia                                                      | 2788                     | Alemanha: 456 km Bielorrússia: 407 km Eslováquia: 444 km Lituânia: 91 km Tchéquia: 658 km Rússia (Oblast de Caliningrado): 206 km Ucrânia: 526 km | 7                         |
| Polinésia Francesa (França)                                  | 0                        | N/A | 0                         |
| Portugal                                                     | 1214                     | Espanha: 1214 km | 1                         |
| Porto Rico (EUA)                                             | 0                        | N/A | 0                         |
| Quirguistão                                                  | 3878                     | China: 858 km Cazaquistão: 1051 km Tajiquistão: 870 km Uzbequistão: 1099 km | 4                         |
| Quênia                                                       | 3477                     | Etiópia: 861 km Somália: 682 km Sudão do Sul: 232 km Tanzânia: 769 km Uganda: 933 km | 5                         |
| Reino Unido                                                  | 360                      | Irlanda: 360 km (Fronteira Irlanda–Reino Unido) | 1                         |
| Reunião (França)                                             | 0                        | N/A | 0                         |
| Roménia                                                      | 2508                     | Bulgária: 608 km Hungria: 443 km Moldávia: 450 km Sérvia: 476 km Ucrânia (norte): 362 km Ucrânia (este): 169 km | 5                         |
| Ruanda                                                       | 893                      | Burundi: 290 km República Democrática do Congo: 217 km Tanzânia: 217 km Uganda: 169 km | 4                         |
| Rússia                                                       | 20017                    | Azerbaijão: 284 km Bielorrússia: 959 km República Popular da China (sudeste): 3605 km China (sul): 40 km Estônia: 294 km Finlândia: 1340 km Geórgia: 723 km Cazaquistão: 6846 km Coreia do Norte: 19 km Letônia: 217 km Lituânia (Óblast de Caliningrado): 227 km Mongólia: 3485 km Noruega: 196 km Polônia (Óblast de Caliningrado): 206 km Ucrânia: 1576 km Abecásia:? Ossétia do Sul:? | 16                        |
| Saara Ocidental                                              | 2046                     | Argélia: 42 km Mauritânia: 1561 km Marrocos: 443 km | 3                         |
| Samoa                                                        | 0                        | N/A | 0                         |
| Samoa Americana (EUA)                                        | 0                        | N/A | 0                         |
| São Bartolomeu (França)                                      | 0                        | N/A | 0                         |
| Santa Helena, Ascensão e Tristão da Cunha (Reino Unido)      | 0                        | N/A | 0                         |
| São Cristóvão e Neves                                        | 0                        | N/A | 0                         |
| Santa Lúcia                                                  | 0                        | N/A | 0                         |
| São Martinho (Saint-Martin) (França)                         | 10,2                     | São Martinho (Sint Maarten) (Ilha de São Martinho): 10,2 km | 1                         |
| São Martinho (Sint Maarten) (Reino dos Países Baixos)        | 10,2                     | São Martinho (Saint-Martin) (França): 10,2 km | 1                         |
| São Pedro e Miquelão (França)                                | 0                        | N/A | 0                         |
| São Vicente e Granadinas                                     | 0                        | N/A | 0                         |
| São Marino                                                   | 39                       | Itália: 39 km (enclave "puro", sem mar) | 1                         |
| São Tomé e Príncipe                                          | 0                        | N/A | 0                         |
| Senegal                                                      | 2640                     | Gâmbia: 740 km Guiné: 330 km Guiné-Bissau: 338 km Mali: 419 km Mauritânia: 813 km | 5                         |
| Sérvia                                                       | 2027                     | Bósnia e Herzegovina: 302 km Bulgária: 318 km Croácia: 241 km Hungria: 241 km Cossovo: 352 km Macedônia do Norte: 62 km Montenegro: 124 km Romênia: 476 km | 8                         |
| Seicheles                                                    | 0                        | N/A | 0                         |
| Serra Leoa                                                   | 958                      | Guiné: 652 km Libéria: 306 km | 2                         |
| Singapura                                                    | 0                        | (Singapura é ligada à Malásia pela "Causeway Johor-Singapore" e pela Segunda Ponte Malásia-Singapura) | 0                         |
| Somália                                                      | 2340                     | Djibuti: 58 km Etiópia: 1600 km Quênia: 682 km | 3                         |
| Spratly, Ilhas (território disputado)                        | 0                        | N/A | 0                         |
| Seri Lanca                                                   | 0                        | N/A | 0                         |
| Sudão                                                        | 6764                     | República Centro-Africana: 483 km Chade: 1360 km Egito: 1273 km Eritreia: 605 km Etiópia: 723 km Líbia: 383 km Sudão do Sul: 1937 km | 9                         |
| Suriname                                                     | 1707                     | Brasil: 597 km Guiana Francesa (França): 510 km Guiana: 600 km | 3                         |
| Esvalbarde (Noruega)                                         | 0                        | N/A | 0                         |
| Essuatíni                                                    | 535                      | Moçambique: 105 km África do Sul: 430 km | 2                         |
| Suécia                                                       | 2233                     | Finlândia: 614 km Noruega: 1619 km | 2                         |
| Suíça                                                        | 1852                     | Áustria: 164 km França: 573 km Itália: 740 km Liechtenstein: 41 km Alemanha: 334 km | 5                         |
| Síria                                                        | 2253                     | Iraque: 605 km Israel: 76 km Jordânia: 375 km Líbano: 375 km Turquia: 822 km | 5                         |
| Taiwan (República da China)                                  | 0                        | N/A | 0                         |
| Tajiquistão                                                  | 3651                     | Afeganistão: 1206 km República Popular da China: 414 km Quirguistão: 870 km Uzbequistão: 1161 km | 4                         |
| Tanzânia                                                     | 3861                     | Burundi: 451 km República Democrática do Congo: 459 km Quênia: 769 km Maláui: 475 km Moçambique: 756 km Ruanda: 217 km Uganda: 396 km Zâmbia: 338 km | 8                         |
| Tailândia                                                    | 4863                     | Camboja: 803 km Laos: 1754 km Malásia: 506 km Mianmar: 1800 km | 4                         |
| Terras Austrais e Antárticas Francesas (França)              | 0                        | N/A | 0                         |
| Território Britânico do Oceano Índico (Reino Unido)          | 0                        | N/A | 0                         |
| Timor-Leste                                                  | 228                      | Indonésia: 228 km | 1                         |
| Togo                                                         | 1647                     | Benim: 644 km Burquina Fasso: 126 km Gana: 877 km | 3                         |
| Tokelau (NZ)                                                 | 0                        | N/A | 0                         |
| Tonga                                                        | 0                        | N/A | 0                         |
| Trindade e Tobago                                            | 0                        | N/A | 0                         |
| Tunísia                                                      | 1424                     | Argélia: 965 km Líbia: 459 km | 2                         |
| Turcoemenistão                                               | 3736                     | Afeganistão: 744 km Irã: 992 km Cazaquistão: 379 km Uzbequistão: 1621 km | 4                         |
| Turquia                                                      | 2648                     | Armênia: 268 km Azerbaijão: 9 km Bulgária: 240 km Geórgia: 252 km Grécia: 206 km Irã: 499 km Iraque: 352 km Síria: 822 km | 8                         |
| Turcas e Caicos (Reino Unido)                                | 0                        | N/A | 0                         |
| Tuvalu                                                       | 0                        | N/A | 0                         |
| Ucrânia                                                      | 4663                     | Bielorrússia: 891 km Eslováquia: 97 km Hungria: 103 km Moldávia: 939 km Polônia: 526 km Romênia (sul): 169 km Romênia (oeste): 362 km Rússia: 1576 km | 8                         |
| Uganda                                                       | 2698                     | República Democrática do Congo: 765 km Quênia: 933 km Ruanda: 169 km Sudão do Sul: 435 km Tanzânia: 396 km | 5                         |
| Uruguai                                                      | 1564                     | Argentina: 579 km Brasil: 985 km | 2                         |
| Usbequistão                                                  | 6221                     | Afeganistão: 137 km Cazaquistão: 2203 km Quirguistão: 1099 km Tajiquistão: 1161 km Turcomenistão: 1621 km | 5                         |
| Vanuatu                                                      | 0                        | N/A | 0                         |
| Vaticano, Cidade do                                          | 3,2                      | Itália: 3,2 km | 1                         |
| Venezuela                                                    | 4993                     | Brasil: 2200 km Colômbia: 2050 km Guiana: 743 km | 3                         |
| Vietname                                                     | 4639                     | Camboja: 1228 km China: 1281 km Laos: 2130 km | 3                         |
| Virgens Americanas, Ilhas (EUA)                              | 0                        | N/A | 0                         |
| Virgens Britânics, Ilhas (Reino Unido)                       | 0                        | N/A | 0                         |
| Wallis e Futuna (França)                                     | 0                        | N/A | 0                         |
| Wake, Ilha (EUA)                                             | 0                        | N/A | 0                         |
| Zâmbia                                                       | 5667                     | Angola: 1111 km Botswana: 2 km República Democrática do Congo: 1930 km Maláui: 837 km Moçambique: 419 km Namíbia: 233 km Tanzânia: 338 km Zimbábue: 797 km | 8                         |
| Zimbábue                                                     | 3066                     | Botswana: 813 km Moçambique: 1231 km África do Sul: 225 km Zâmbia: 797 km | 4                         |

1. ↑  Dados apenas para a França Metropolitana.
2. 1 2 3 4  Departamento Ultramarino

## Extremos
- Mais longa fronteira entre dois países — fronteira Canadá–Estados Unidos: 8 891 km (dois trechos, no sul e noroeste do Canadá);
- Maiores fronteiras contínuas entre dois países:
  - Fronteira Cazaquistão–Rússia: 6 846 km;
  - Trecho principal da Fronteira Canadá–Estados Unidos: 6 414 km (Paralelo 49 – Sul do Canadá)
  - Fronteira Argentina–Chile: 5 150 km
- Mais curto trecho de fronteira entre dois países — parte da fronteira Espanha–Marrocos no Penedo de Vélez de la Gomera: 87 m
- Países com grande número de nações vizinhas:
  - 15 países — Rússia
  - 14 países — China
  - 11 países — França
  - 10 países — Brasil
  - 9 países — Alemanha, Sudão e República Democrática do Congo
- Países com maiores totais fronteiras terrestres:
  - China — 22 117 km
  - Rússia — 20 017 km
  - Brasil — 14 691 km
  - Índia — 14 103 km
  - Estados Unidos — 12 034 km
  - Cazaquistão — 12 012 km
- Nota — União Soviética — Quando a União Soviética era um único país as suas fronteiras terrestres (15 791 km) eram menores do que as da Rússia de hoje, o território soviético era consideravelmente maior do que o da Rússia, mas o total das fronteiras terrestres era menor, havendo, porém, maiores extensões de litorais, no caso com o Mar Báltico, Mar Negro e Mar Cáspio;
  - A fronteira entre a União Soviética e a República Popular da China (6 350 km) ocuparia o segundo lugar na lista acima.

## Fronteiras históricas
Há algumas fronterias históricas significativas que sofreram modificações:
- Fronteira interna alemã entre as Alemanhas Ocidental e Oriental existiu entre 1952 e 1990, se estendendo por 1 382 km.
- A Escócia e a Inglaterra faziam fronteira até o Tratado de União de 1707, o qual unificou as duas nações.
- A Coreia tinha uma única fronteira, com a China, por algumas centenas de anos até 1860, quando pela "Convenção" de Pequim passou a existir fronteira russa com a Coreia, a hoje Fronteira Coreia do Norte–Rússia.
- O Domínio da Terra Nova antes de se tornar, em março de 1949, uma província do Canadá (agora Terra Nova e Labrador, fazia fronteira com o próprio Canadá.
- Fronteira do Ciskei, bantustão sul-africano, com a própria África do Sul. Deixou de existir quando esse bantustão foi incorporado à África do Sul am abril de 1994.
- Hong Kong e cerca de 200 ilhas vizinhas eram possessões do Reino Unido até 1997, havendo então uma fronteira terrestre e marítima entre os mesmos e a República Popular da China.
- Macau, uma península e duas ilhas, eram possessões de Portugal até 1999, quando faziam fronteira terrestre e marítima também com a China..

## Fronteiras especiais
- Há Países "bipartidos", partes em ilhas não consideradas, nos quais há duas áreas num mesmo continente separadas por outro(s) país(es);
  - Azerbaijão - a região de Naquichevão fica isolada do resto do país pela Armênia. Não há acesso sequer por mar; Nos que se seguem o acesso por mar é possível:
  - Rússia (Caliningrado)
  - Croácia (no litoral, duas áreas separadas pela Bósnia)
  - Estados Unidos (Alasca separado pelo Canadá)
  - Omã (áreas separadas pelos Emirados Árabes Unidos)
  - Brunei (áreas separadas pela Malásia no Bornéo)
  - Timor-Leste (Enclave de Oe-Cusse Ambeno em Timor Oeste - Indonésia)
  - Angola (Cabinda separada pela R.D. do Congo)
- Entre os países com fronteira com um único país, apenas três são enclaves "puros", sem saída para o mar: São Marino e Vaticano, encravados na Itália, e o Lesoto na África do Sul;
- É extremamente complexa a fronteira entre Índia e Bangladexe, havendo cerca de 200 enclaves nesses países (ver Fronteira Bangladesh–Índia);
- Há países que têm seu território em mais de um Continente:
  - Rússia na Europa e na Ásia, de forma contínua;
  - Turquia, idem acima, separados pelo Mar de Mármara;
  - Egito (África), com o Sinai na Ásia;
  - Espanha (Europa), com os enclaves de Ceuta e Melilha em Marrocos (África);
  - França (Europa) com a Guiana Francesa na América do Sul, Martinica e Guadalupe nas Caraíbas e Reunião e Maiote em África;
- Passagens fronteiriças:

Há casos de passagens entre países não contíguos, fronteiras mínimas construídas pelo homem, túneis, pontes, "Causeways" (rodovias ou ferrovias construídas sobre bancos de areia para atravessar um trecho de água ou terras alagadas):
- - Dinamarca–Suécia — Ponte de Oresund entre Copenhague e Malmö.
  - Singapura–Malásia — "Causeway" de Johor. Há também a ponte "Malaysia-Singapore Second Link"
  - Barém–Arábia Saudita — Causeway do Rei Fahd. Nota: Está em construção uma ponte da amizade entre o Barém e o Catar.
  - Reino Unido, Inglaterra–França — Eurotúnel sob o Canal da Mancha
- Considerando os cinco continentes politicamente definidos, há fronteiras terrestres entre países que também separam continentes:
  - Ásia–Europa: Fronteira Armênia–Turquia, Fronteira Azerbaijão–Turquia, Fronteira Geórgia–Turquia, Fronteira Azerbaijão–Irão, Fronteira Arménia–Irão.
  - Ásia–Oceania: Fronteira Indonésia–Papua-Nova Guiné
  - Ásia–África Fronteira Egito–Israel, caso se considere a Península do Sinai com parte da África, e não da Ásia.
- Nota — há fronteiras entre territórios que, cedidos a outros para uso perpétuo, porém, não de forma soberana, não são consideradas como fronteiras internacionais. Exemplos:
  - Estados Unidos e Cuba na Base Naval da Baía de Guantánamo
  - Estados Unidos e França — no Memorial Cemitério Norte Americano da Normandia (França).

## Capitais em fronteiras
Há capitais de países que se situam em fronteiras ou muito próximas às mesmas:
- Andorra-a-Velha (Andorra), perto da fronteira com Espanha.
- Kinshasa e Brazzaville, respectivamente capitais da R.D. Congo e do Congo, formam uma área conurbada. Ficam separadas pelo Rio Congo, fronteira entre os dois países.
- Bratislava (Eslováquia) fica muito próxima da tríplice fronteira Eslováquia–Áustria–Hungria.
- Ottawa (Canadá) próxima à fronteira com os Estados Unidos.
- Assunção (Paraguai) junto à fronteira com Argentina.
- Tashkent (Uzbequistão) junto à fronteira com o Cazaquistão.
- Asgabate (Turquemenistão) próximo da fronteira com o Irão.
- Bisqueque (Quirguistão) junto à fronteira com Cazaquistão.
- Bangui (Rep. C. Africana) junto à fronteira com a República Democrática do Congo.
- Gaborone (Botswana) próxima da fronteira com a África do Sul.
- Lomé (Togo) junto à fronteira com o Gana.
- N'Djamena (Chade) junto da fronteira com os Camarões.
- Porto-Novo (Benim) junto da fronteira com a Nigéria.

## Fronteiras retilíneas
Há fronteiras entre nações cujos traçados são total, parcialmente ou aproximadamente retilíneas.
Aqui apresentam-se algumas dessas fronteiras.

### Canadá–Estados Unidos
A maior extensão de fronteira retilínea do mundo é a porção ocidental da fronteira Canadá–Estados Unidos que separa o sul do Canadá do norte dos Estados Unidos.
Há também um longo trecho de fronteira na direção de meridiano que separa o noroeste do Canadá do estado norte-americano Alasca.

### México–Belize–Guatemala
São retilíneos trechos das fronteiras:
- Guatemala–México
- Belize–México
- Belize–Guatemala

### Ásia–Oceania
A Fronteira Indonésia–Papua-Nova Guiné é quase totalmente retilínea.
A Fronteira Cazaquistão–Uzbequistão tem trechos retilíneos.

### África
Há significativas fronteiras total ou parcialmente retilíneas no norte da África. Essas situações têm origem política, tendo sido negociadas entre os colonizadores europeus.
- Argélia–Mali
- Mali–Mauritânia
- Argélia–Mauritânia
- Marrocos–Mauritânia
- Argélia–Níger
- Argélia–Níger
- Egito–Líbia
- Egito–Líbia
- Chade–Sudão
- Chade–Níger
- Chade–Líbia

Há outras fronteiras com trechos retilíneos mais para o sul da África.
- Gabão–Guiné Equatorial
- Camarões–Guiné Equatorial
- África do Sul–Namíbia
- Angola–Namíbia
- Botswana–Namíbia

### Oriente Médio
Fronteiras retilíneas do Oriente Médio, sete das quais envolvem a Arábia Saudita. Foram definidas por potências ocidentais depois da Primeira Grande Guerra com o desmembramento do Império Otomano
- Arábia Saudita–Kuwait
- Arábia Saudita–Omã
- Arábia Saudita–Emirados Árabes Unidos
- Arábia Saudita–Kuwait
- Arábia Saudita–Catar
- Arábia Saudita–Iraque
- Arábia Saudita–Jordânia
- Iraque–Jordânia
- Iraque–Síria
- Jordânia–Síria